# Contea di Pettis
La contea di Pettis (in inglese Pettis County) è una contea dello Stato del Missouri, negli Stati Uniti. La popolazione al censimento del 2000 era di 39 403 abitanti. Il capoluogo di contea è Sedalia.